# Jairus Byrd
Jairus Byrd (San Diego, 7 ottobre 1986) è un ex giocatore di football americano statunitense che ha militato nel ruolo di free safety nella National Football League (NFL). Fu scelto nel corso del secondo giro (42º assoluto) del Draft NFL 2009 dai Buffalo Bills. Al college ha giocato a football all’Università dell'Oregon.

## Carriera

### Buffalo Bills
Byrd fu scelto dai Buffalo Bills nel secondo giro del Draft 2009. Dopo aver passato le prime due partite come riserva, Byrd partì per la prima volta come free safety titolare contro i Miami Dolphins a causa degli infortuni delle safety titolari dei Bills, Donte Whitner e Bryan Scott. La sua partita terminò con 3 tackle. Nella seconda partita da titolare, la settimana successiva, Byrd fece registrare il suo primo intercetto in carriera ai danni di Derek Anderson dei Cleveland Browns. Partito come titolare per la terza domenica consecutiva, Byrd mise a segno due intercetti su Mark Sanchez dei New York Jets. Nel turno successivo, contro i Carolina Panthers, Byrd giocò la sua seconda gara consecutiva con due intercetti, questa volta ai danni di Jake Delhomme, salendo a totale di cinque in stagione. Per queste prestazioni fu nominato miglior rookie difensivo del mese di ottobre.
Nella settimana 8 contro gli Houston Texans, Byrd fece registrare altri due intercetti per la terza settimana consecutiva. Con questa partita, Jairus pareggiò il record NFL di Dave Baker per maggior numero di partite consecutive con 2 o più intercetti. Dopo la settimana di pausa, Byrd intercettò il suo ottavo passaggio stagionale su Vince Young dei Tennessee Titans. Con la quinta gara consecutiva con un intercetto stabilì il nuovo record di franchigia dei Bills. Il nono intercetto stagionale fu su Matt Cassel dei Kansas City Chiefs.
Il 23 dicembre, Byrd fu inserito in lista infortunati concludendo la sua stagione. La sua annata terminò giocando 11 partite da titolare su 14, con 45 tackle e 9 intercetti, il massimo della NFL alla pari e cinque più di ogni altro rookie. Le sue prestazioni furono premiate con la convocazione per il Pro Bowl, il primo rookie dei Bills selezionato per l'evento da Greg Bell nel 1984. Byrd però non poté disputarlo, venendo sostituito da Brandon Meriweather. Fu inserito nella formazione ideale dei rookie di Sporting News.
Nella sua seconda stagione da professionista, Jairus mise a segno 89 tackle in 16 partite (14 come titolare) ma scese a un solo intercetto. L'annata successiva stabilì un nuovo primato in carriera con 98 tackle oltre a 3 intercetti e 8 passaggi deviati.
Nella settimana 2 della stagione Byrd mise a segno il primo intercetto dell'anno su Sam Cassell dei Chiefs. Altri due invece li fece registrare nella gara della settimana 6 contro gli Arizona Cardinals. La sua annata si concluse con 76 tackle, 5 intercetti e 4 fumble forzati. Il 26 dicembre 2012, Byrd fu convocato per il secondo Pro Bowl in carriera
Il 1º marzo 2013, i Bills decisero di applicare la franchise tag su Byrd, facendogli guadagnare 6,9 milioni di dollari per la stagione 2013. Il primo intercetto stagionale lo mise a segno nella settimana 10 contro i Pittsburgh Steelers. La domenica successiva ne fece registrare altri due su Geno Smith dei Jets, oltre a un sack, nella vittoria dei Bills. A fine anno fu convocato per il suo terzo Pro Bowl e inserito nel Second-team All-Pro.

### New Orleans Saints
L'11 marzo 2014, Byrd, classificato da NFL.com come il miglior free agent disponibile sul mercato, firmò coi New Orleans Saints un contratto di sei anni del valore di 56 milioni di dollari, 28 milioni dei quali garantiti. Nella prima gara con la nuova franchigia mise a segno 5 tackle e forzò un fumble placcando Julio Jones che si stava avviando a segnare un touchdown. Il 3 ottobre fu annunciato che Bird avrebbe perso tutto il resto della stagione 2014 a causa della rottura del menisco.

### Carolina Panthers
Il 3 ottobre 2017 Byrd firmò con i Carolina Panthers. Si ritirò a fine stagione.

## Palmarès
- Convocazioni al Pro Bowl: 3

2009, 2012, 2013
- All-Pro: 3

2009, 2012, 2013
- PFWA All-Rookie Team - 2009
- Rookie difensivo del mese: 1

ottobre 2009
- Leader della NFL in intercetti: 1

2009

## Vita privata
È il figlio di Gill Byrd, scelta del primo giro dei San Diego Chargers nel Draft NFL 1983 e due volte Pro Bowler.